# Phanerobunus
Genre
Phanerobunus est un genre d'opilions laniatores de la famille des Triaenonychidae.

## Distribution
Les espèces de ce genre sont endémiques de Tasmanie en Australie.

## Liste des espèces
Selon World Catalogue of Opiliones (24/05/2021) :
- Phanerobunus armatus Roewer, 1915
- Phanerobunus asperrimus Hickman, 1958
- Phanerobunus hebes Hickman, 1958
- Phanerobunus saxatilis Hickman, 1958

## Publication originale
- Roewer, 1915 : « Die Familie der Triaenonychidae der Opiliones - Laniatores. » Archiv für Naturgeschichte, sér. A, vol. 80, no 12, p. 61–168 (texte intégral).